# های هولند
های هولند (به انگلیسی: High Hoyland) یک روستا و محله مدنی در بریتانیا است که در کلان‌شهر مستقل بارنزلی واقع شده‌است.های هولند ۱۲۸ نفر جمعیت دارد.